# أنطوان غندور
أنطوان غندور (1942-) كاتب لبناني، له عدة أعمال في التلفزيون والسينما والمسرح والإذاعة. وحصدت أعماله الدرامية العديد من الجوائز وشهادات التقدير، كما قدمت فيها دراسات وأبحاث أكاديمية.

## سيرة
ولد أنطوان يوسف غندور في 5 نيسان (أبريل) 1942 في عين علق (قضاء المتن - لبنان). فقد والدته جميلة مراد قبل أن يبلغ العشرين من العمر. درس في مدرسة في جونية، ثم انتقل إلى جامعة الحكمة حيث درس علم النفس لعامين. تزوج من زينب عازار (ارتبط بها سنة 1968)، وأنجبا فادي وكريستيان.
يعدّ غندور أول من كتب حلقة تلفزيونيّة لبنانية مدتها ساعة ونصف الساعة ضمن سلسلتي «كانت أيام» و«أديب وقصّة» وذلك «بديكورين فقط». وقد تخطت أعماله المئة بين مسلسل تلفزيوني وعمل مسرحي وإذاعي وسينمائي، فضلا عن أعماله الوثائقية التي عرضت على الشاشات اللبنانية والعربية.
أسهم في صناعة نجومية عدد من وجوه الدراما اللبنانية، منهم: أنطوان كرباج ونبيه أبو الحسن، وفيليب عقيقي وإيلي صنيفر، وصلاح مخللاتي، وحنا معلوف وسواهم، «فيما آثر هو دومًا البقاء في الظل».

## نشاطه الفني
كتب غندور العديد من الأعمال الدرامية منها: (نشرت أعماله في كتب)

### في السينما
- سيناريو فيلم «كلنا فدائيون» - 1969 (توفّي مخرجه كاري كرابتيان في حادث حريق خلال التصوير)[7][9]

### في المسرح
- مسرحية «القبقاب» - (عرضت في 1979 على مسرح كازينو لبنان)
- مسرحية بربر آغا - (عرضت في 10 نيسان 1980 على مسرح كازينو لبنان).[10]
- مسرحية «طانيوس شاهين» - 1990[7]
- ثوّار الجليل مسرحيّة من ستّة مشاهد لـ زياد أبو عبسي (تقديم) [11]

### في التلفزيون
- مسلسل «كانت أيام» - 1964[12]
- مسلسل «أخوت شاناي» - 1973[13]
- مسلسل أبو طحين - 1978 [14]
- مسلسل «بربر آغا» - 1979[15]
- مسلسل أربع مجانين وبس - 1982 [16]
- مسلسل رصيف البارزيانا - 1985
- «عجوب دايماً محبوب» - 1985 عرضه التلفزيون الأردني[17]
- مسلسل «صدفة» - 2003 (نال العديد من الجوائز)[18]
- «الحي اللاتيني»
- «دويك والمغناطيس»
- «الخطيفة»
- «سقوط زهرة البيلسان» حاز جائزة التلفزيون الأولى في الكويت[19] و «جائزة الحوار في جامعة الدول العربيّة»[2]
- «عريس العيلة الدايم»
- «زوج الآنسة»